# David McMullin
David E. McMullin III (Ambler, SAD, 30. lipnja 1908. – Newtown Square, SAD, 15. rujna 1995.) je bivši američki hokejaš na travi. 
Osvojio je brončano odličje na hokejaškom turniru na Olimpijskim igrama 1932. u Los Angelesu. Odigrao je dva susreta na mjestu napadača.
Na hokejaškom turniru na Olimpijskim igrama 1936. u Berlinu je odigrao tri susreta na mjestu napadača. SAD su izgubile sva tri susreta u skupini i nisu prošle u drugi krug. Te je godine igrao za Philadelphia Cricket Club.

## Vanjske poveznice
- Profil na Database Olympics